# 鷹乃杜幼稚園
鷹乃杜幼稚園（たかのもりようちえん）は、宮城県富谷市にある私立幼稚園。

## 教育目標
- 明るくのびのびと行動し、健康で安全な生活に必要な習慣や態度を身につける子供に。
- 日常生活の仕方がわかり、社会生活における望ましい習慣や態度を身につける子供に。
- 経験したことや、考えたことなどを言葉を使って表現したり、相手の話を聞こうとする意欲や態度を身につける子供に。
- 音楽・造形・身体表現など具体的な活動を通して、感性や創造性を高められる子供に[1]。

## 園の行事
| - 春 - 入園式（新入園児） - 家庭訪問 - 新しいお友達を迎える会 - 子どもの日の集い - 親子遠足 | - 夏 - 七夕の集い - 夏まつり（年長児） - 夏期保育 | - 秋 - お月見会 - 運動会 - 秋の遠足 - 作品展 - 七五三お祝い会 | - 冬 - クリスマスお遊戯会 - もちつき会 - 豆まき会 - 音楽会 - ひなまつり会 - お別れ会 - 卒園式（年長児） |

## 著名な卒園者
- 1977年4月27日生：尾形貴弘（パンサー）[2]
- 1982年2月22日生：狩野英孝[2]
- 1994年12月7日生：羽生結弦[3]（国民栄誉賞受賞者）